# Le Boulvé
Le Boulvé – miejscowość i dawna gmina we Francji, w regionie Oksytania, w departamencie Lot. W 2013 roku populacja ówczesnej gminy wynosiła 197 mieszkańców. 
W dniu 1 stycznia 2019 roku z połączenia czterech ówczesnych gmin – Le Boulvé, Fargues, Saint-Matré oraz Saux – powstała nowa gmina Porte-du-Quercy. Siedzibą gminy została miejscowość Le Boulvé. 